# Rete tranviaria di Anversa

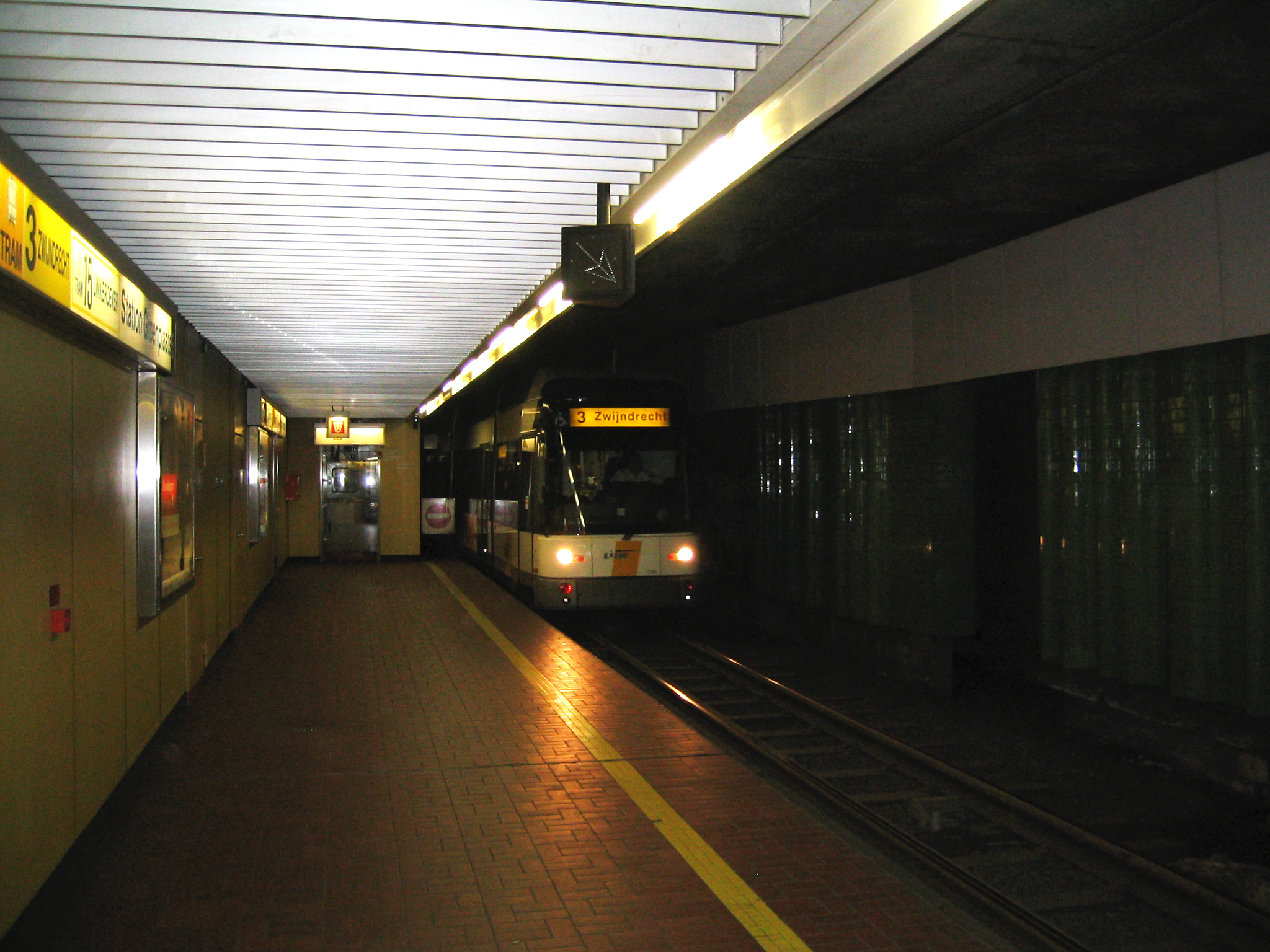
Il "pre-metrò"

La rete tranviaria di Anversa, gestita da De Lijn, è un sistema di trasporto pubblico della città belga di Anversa ed è composto da una rete di dodici linee, per un totale di 72 km.
Alcune tratte centrali della rete sono interrate e costituiscono il cosiddetto "pre-metrò" (premetro).